# Kunsthaus Zürich

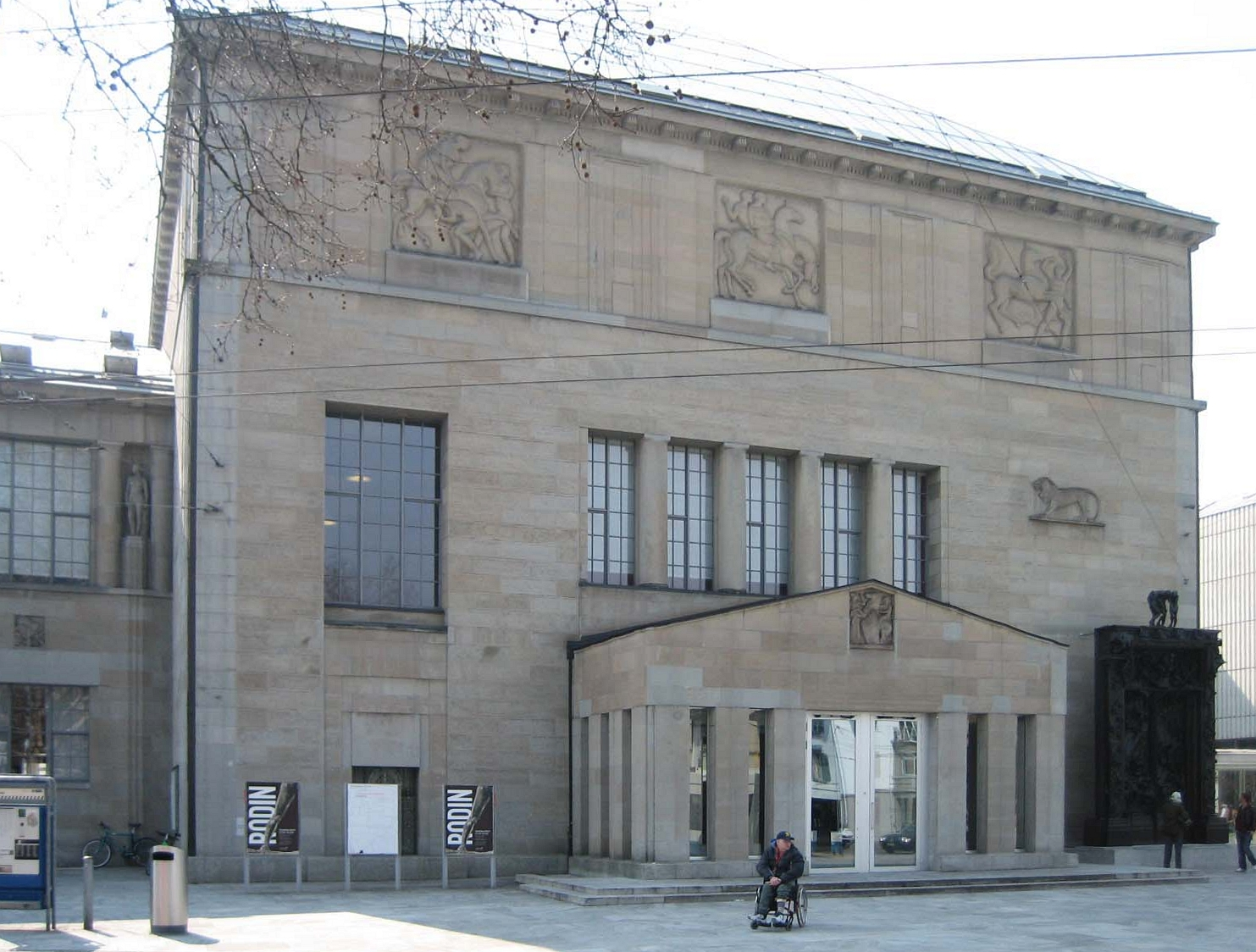
Kunsthaus Zürich

Kunsthaus Zürich är ett schweiziskt konstmuseum.
Kunsthaus Zürich har samlingar som ursprungligen skapades av den lokala konstföreningen Zürcher Kunstgesellschaft. Samlingen omfattar verk från medeltiden till samtida konst, med tyngdpunkt på schweizisk konst.
Museibyggnaden, som ligger nära Schauspielhaus Zürich vid Heimplatz,
ritades av arkitekterna Karl Moser och Robert Curjel och invigdes 1910. De reliefer som finns på fasaden skapades av Karl Mosels medarbetare under lång tid Oskar Kiefer.  
Museets samlingar omfattar verk av internationella konstnärer som Edvard Munch, Jacques Lipchitz och Alberto Giacometti samt schweiziska konstnärer som Johann Heinrich Füsslioch Ferdinand Hodler samt deras kollegor från senare tid Pipilotti Rist och Peter Fischli.

## Fotogalleri

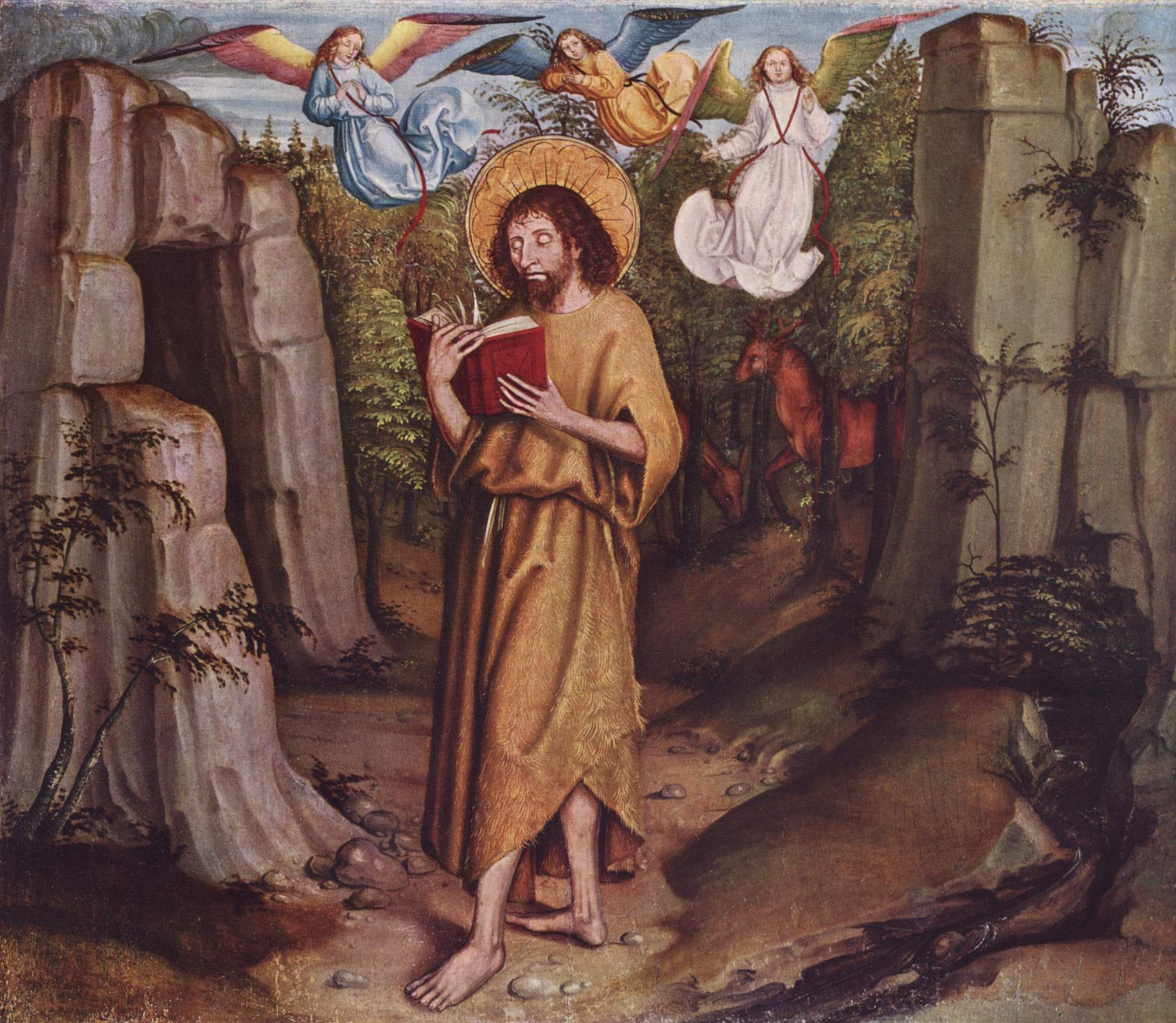
Berner Nelkenmeisters Johannes der Täufer in der Wüste
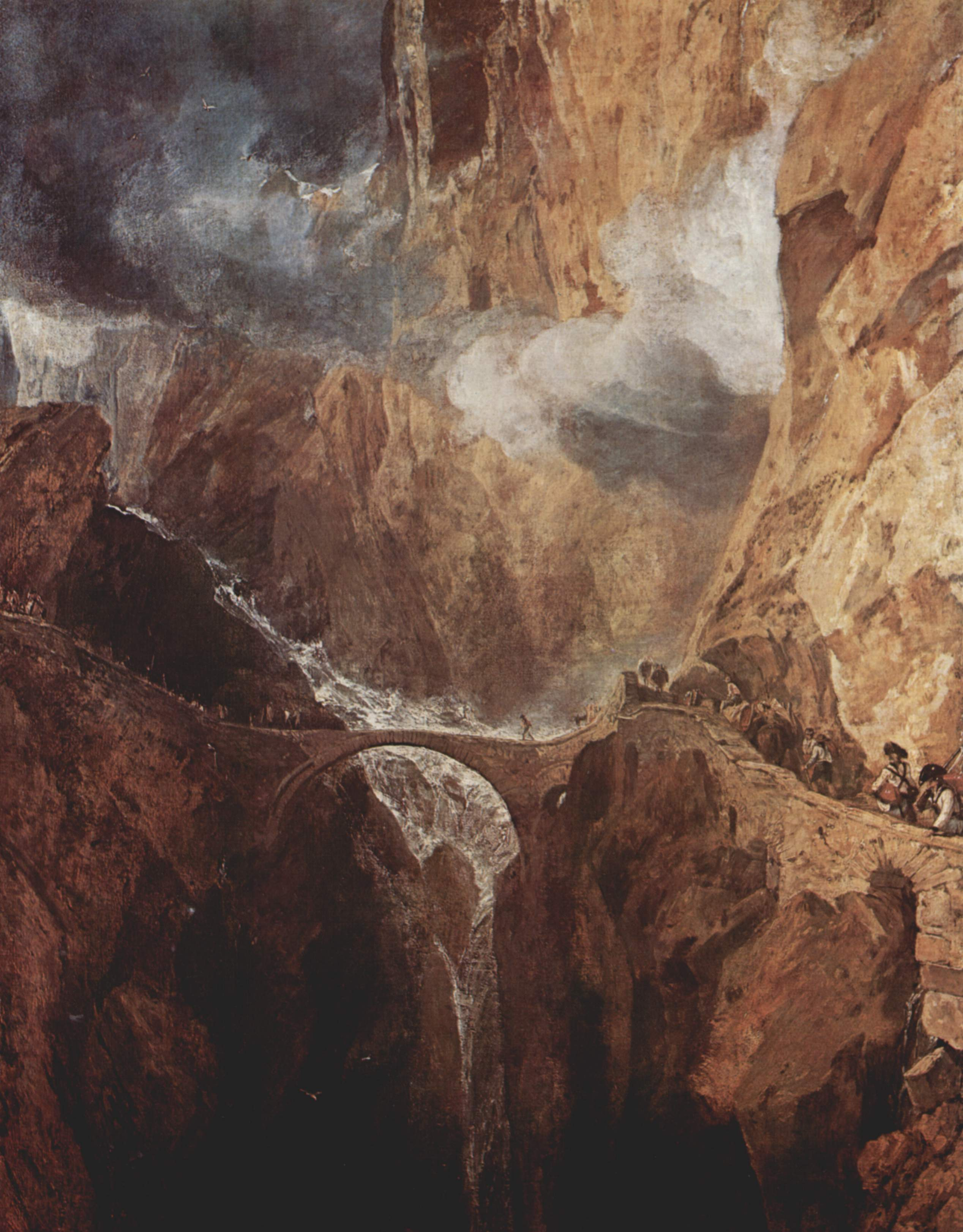
William Turners Die Teufelsbrücke St. Gotthard
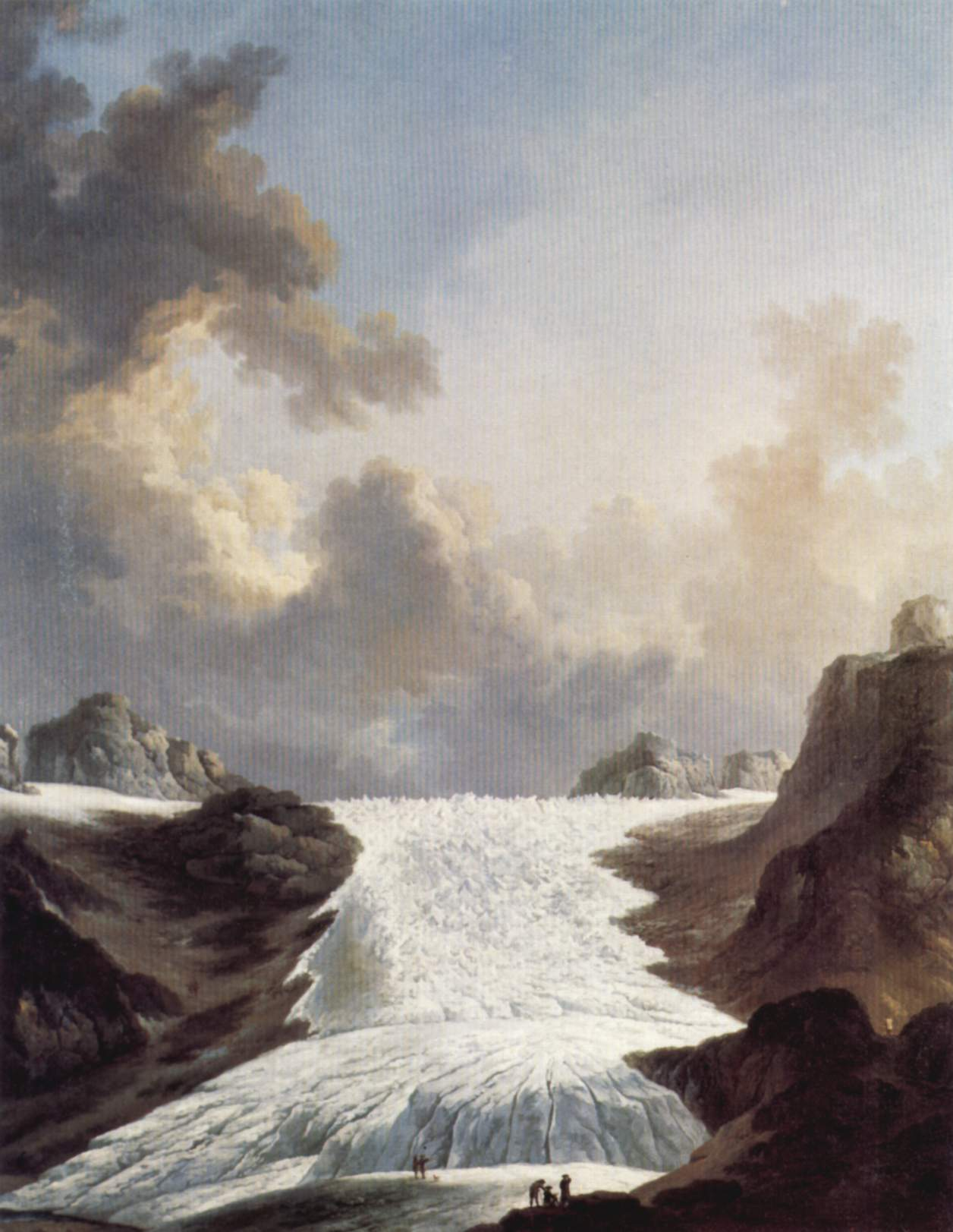
Johann Heinrich Wüests Der Rhonegletscher
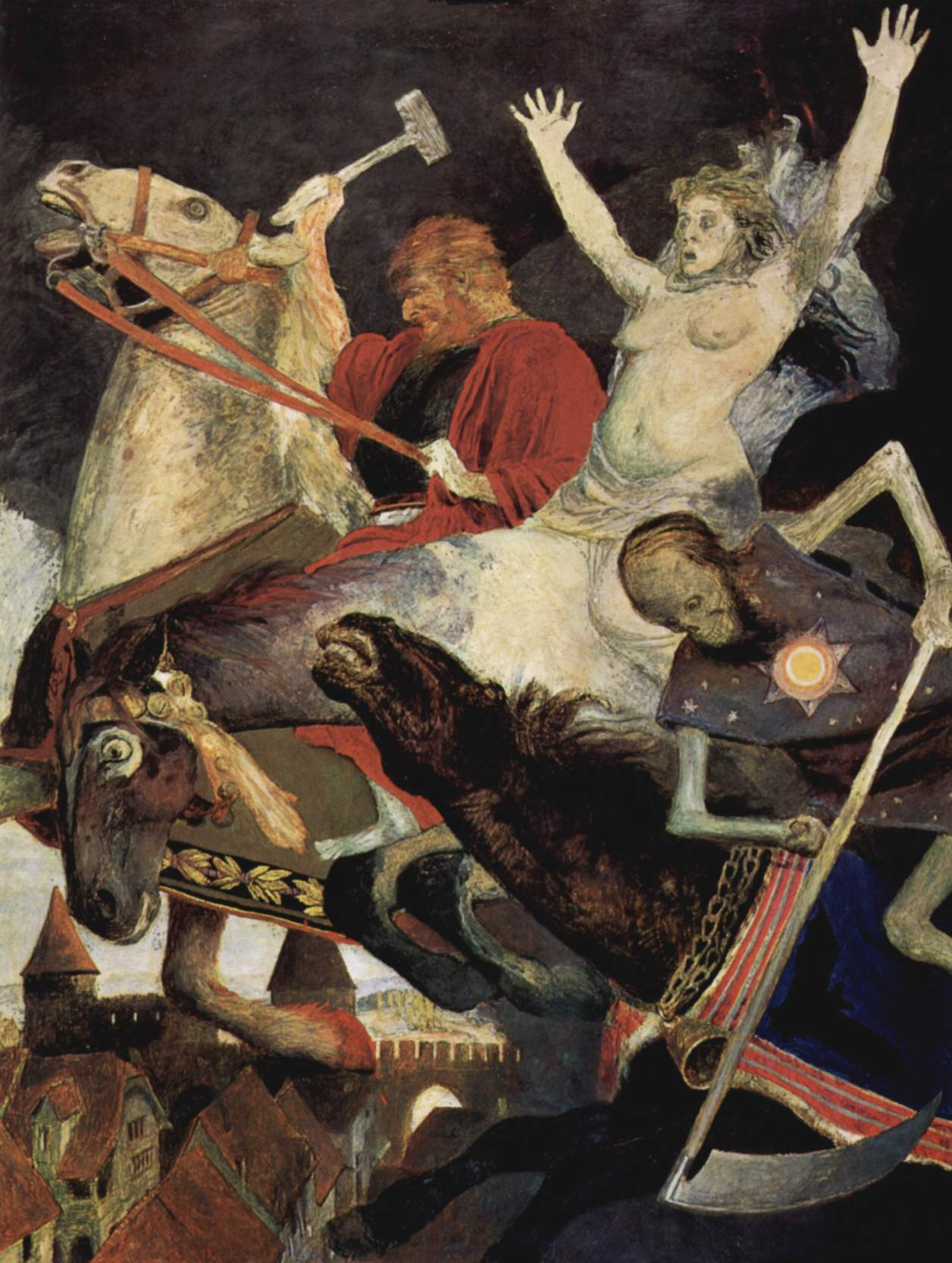
Arnold Böcklins Der Krieg
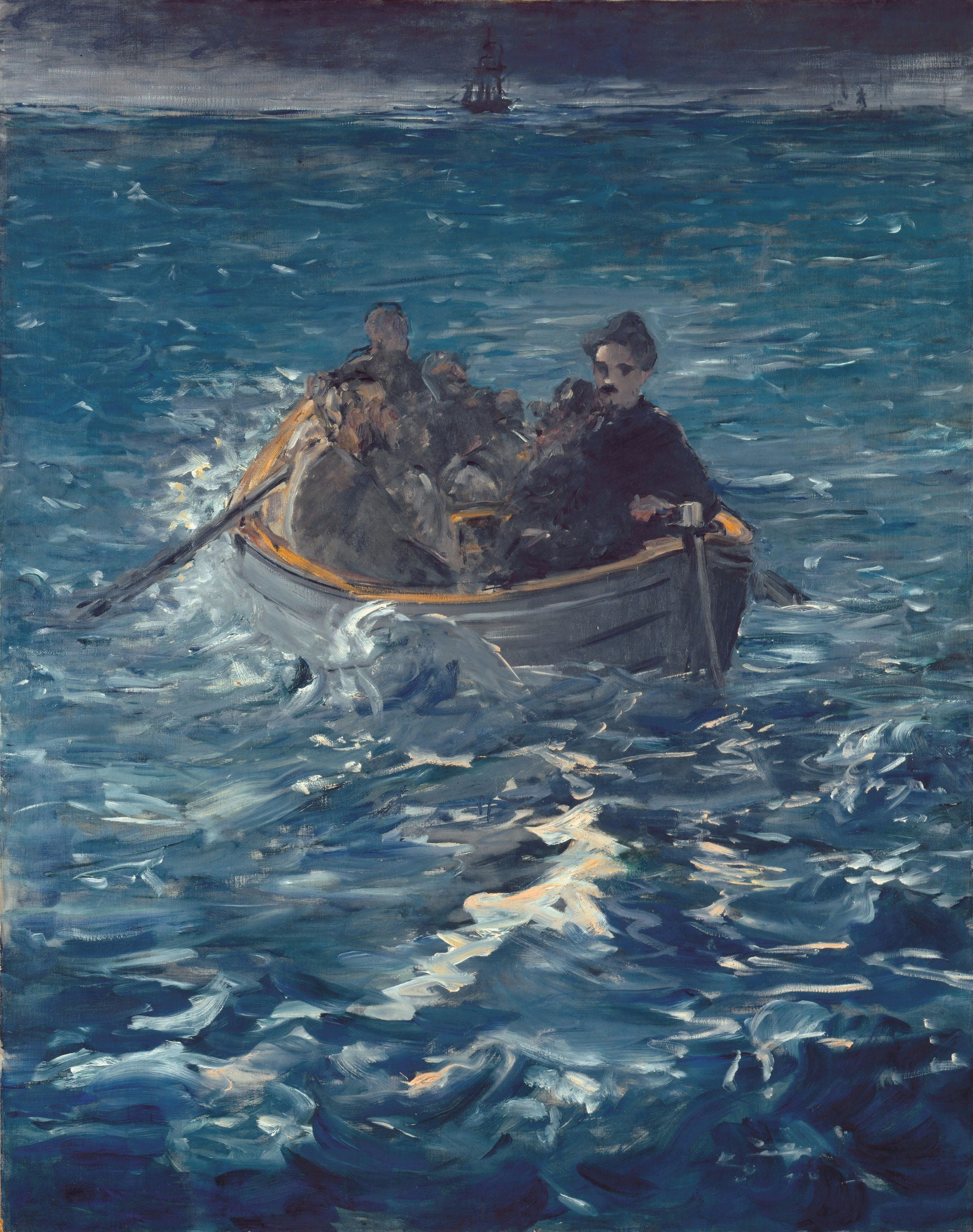
Édouard Manets Die Flucht des Rochefort
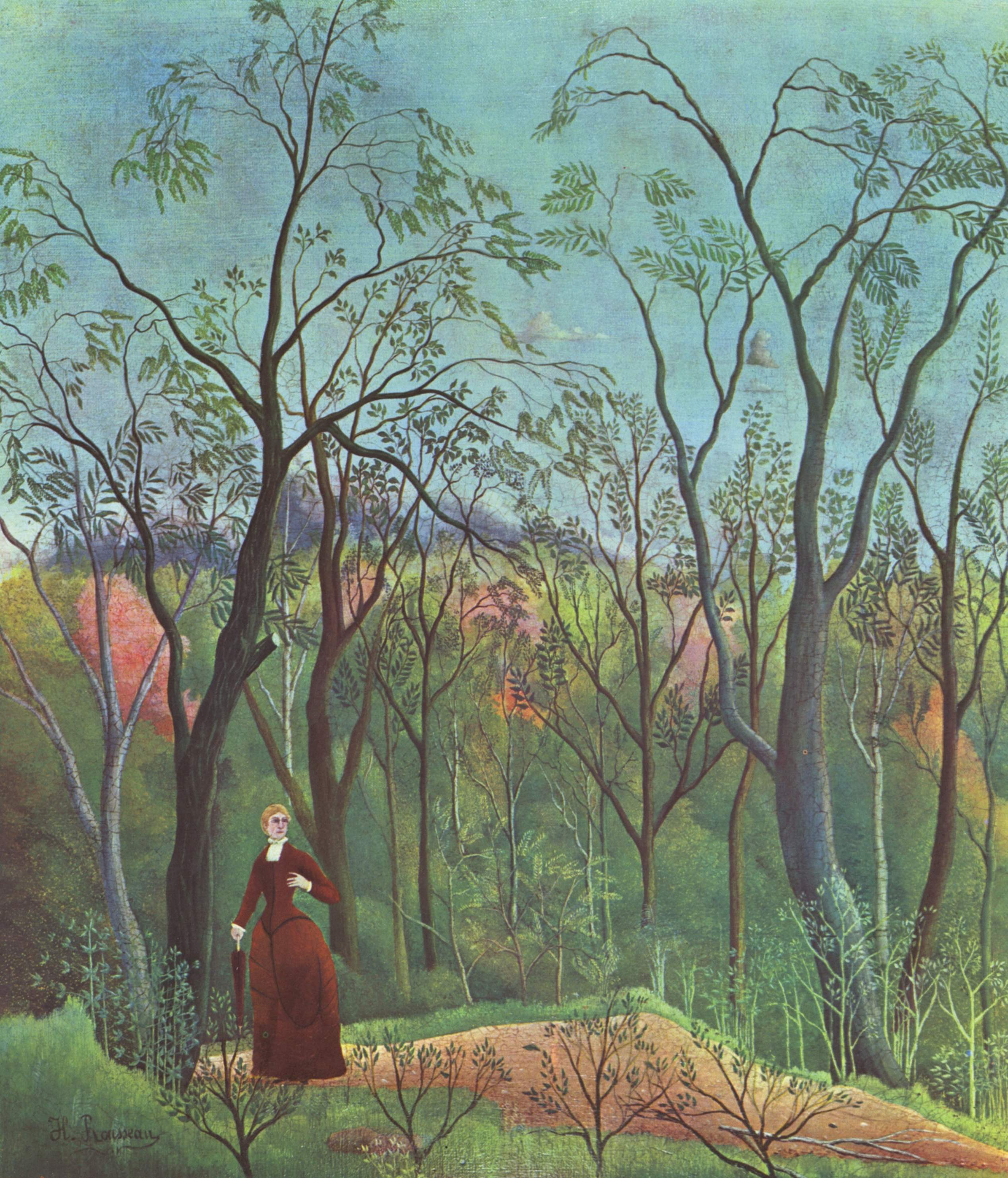
Henri Rousseaus Am Waldrand
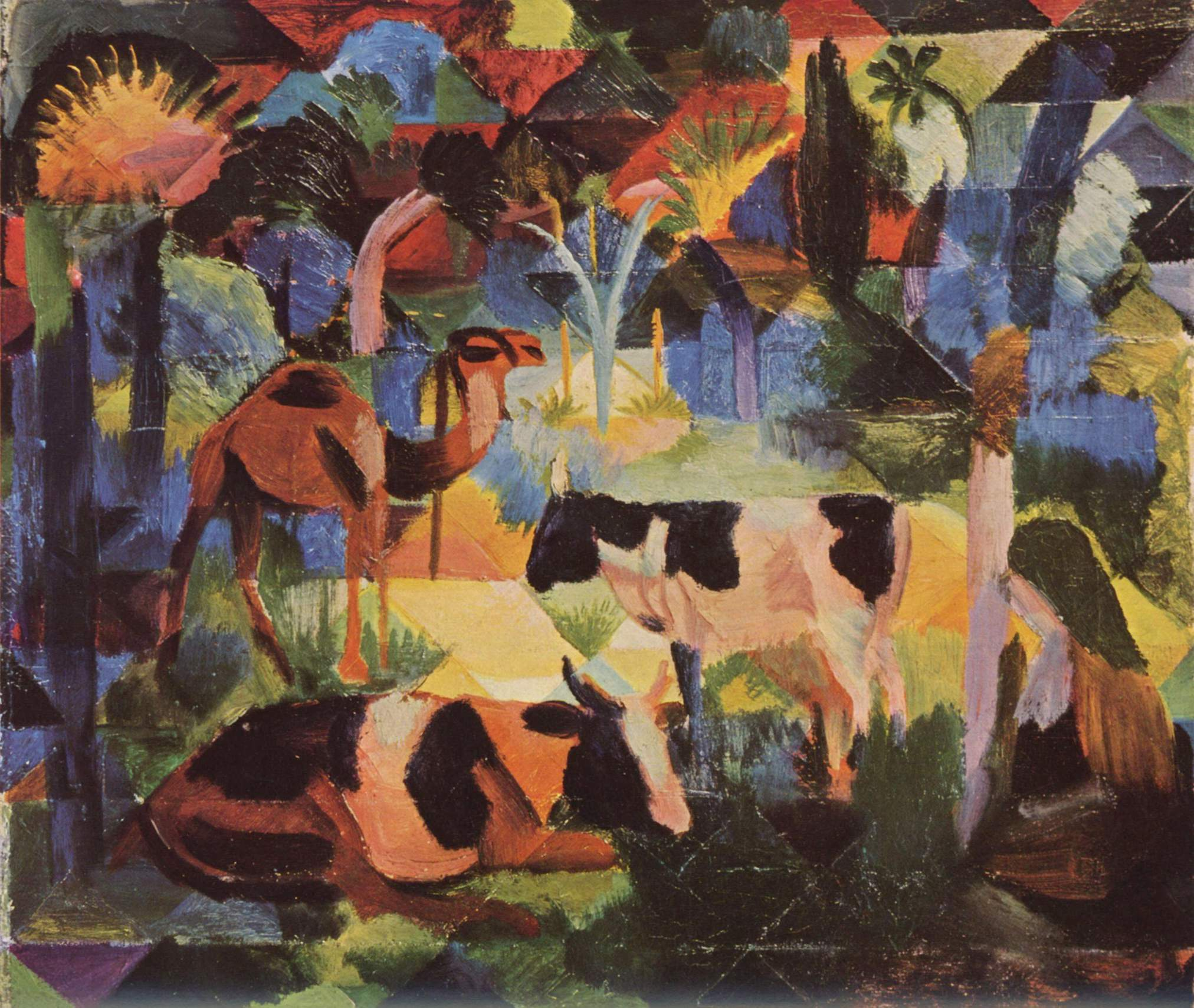
August Mackes Landschaft mit Kühen und Kamel